# Brian Stemmle
Brian Stemmle (* 12. Oktober 1966 in Toronto, Ontario) ist ein ehemaliger kanadischer Skirennläufer. Er war auf die Disziplinen Abfahrt und Super-G spezialisiert.

## Biografie
Der zwei Jahre jüngere Bruder von Karen Stemmle wurde im Winter 1984/85 in die kanadische Nationalmannschaft aufgenommen und gewann in dieser Saison die Abfahrtswertung des Nor-Am Cup. Weltcuppunkte holte er erstmals am 3. März 1985, als er beim Super-G in Furano überraschend auf den dritten Platz fuhr. Stemmle konnte sich nahe der Weltspitze etablieren, ein weiterer dritter Platz kam am 12. Dezember 1987 auf der Saslong in Gröden hinzu.
Am 13. Januar 1989 erlitt er beim Hahnenkammrennen in Kitzbühel einen schweren Unfall. Bei der Steilhang-Ausfahrt der Streif verfing sich ein Ski in den Sicherheitsnetzen. Stemmle stürzte und zog sich einen Beckenbruch sowie einen Darmriss zu. Drei Monate lag er im Spital und musste sich anschließend einer 18-monatigen Rehabilitation unterziehen. Die Funktionstüchtigkeit der Sicherheitsnetze war vor dem Rennen von den Trainern beanstandet worden und Stemmle verklagte das Organisationskomitee erfolgreich auf Schadenersatz.
Das Comeback Ende 1990 verlief erfolgreich. Stemmle gewann bei den Panamerikanischen Spielen in Las Leñas und fand auch den Anschluss an die Weltspitze wieder. Die Jahre 1993 bis 1995 waren im Weltcup von eher mäßigen Leistungen geprägt, doch in der Saison 1992/93 gewann er zum zweiten Mal die Abfahrtswertung des Nor-Am Cup. Bei den Weltmeisterschaften 1996 in der Sierra Nevada wurde er in der Abfahrt Fünfter. Sein bestes Weltcupergebnis erzielte er am 2. Februar 1996, als Zweiter der Kandahar-Abfahrt in Garmisch-Partenkirchen.
Stemmle trat Ende der Saison 1998/99 zurück. Viermal nahm er an Olympischen Winterspielen teil, das beste Ergebnis war 1998 der zwölfte Platz im Super G.

## Erfolge

### Olympische Spiele
- Albertville 1992: 23. Abfahrt
- Lillehammer 1994: 26. Super-G
- Nagano 1998: 12. Super-G

### Weltmeisterschaften
- Sierra Nevada 1996: 5. Abfahrt, 31. Super-G
- Sestriere 1997: 19. Abfahrt
- Vail/Beaver Creek 1999: 16. Abfahrt

### Weltcup
- Saison 1995/96: 10. Abfahrtswertung
- 3 Podestplätze, weitere 9 Platzierungen unter den besten zehn

### Weitere Erfolge
- Gewinn der Abfahrtswertung des Nor-Am Cup in den Saisonen 1984/85 und 1992/93
- Panamerikanische Winterspiele 1990 in Las Leñas: 1. Abfahrt
- 3 kanadische Meistertitel (Abfahrt 1987, Super-G 1995 und 1999)